# Rue Sauffroy
La rue Sauffroy est une voie située dans le quartier des Épinettes du 17e arrondissement de Paris.

## Situation et accès
La rue Sauffroy est desservie par la ligne 13 à la station Brochant.

## Origine du nom
La rue porte le nom d'un ancien propriétaire local appelé Sauffroy, ouvrier mécanicien qui acheta le premier lot de terrain et bâtit la première maison de cette rue.

## Historique
Cette voie est ouverte en 1849  par M. Poirier, entrepreneur, sur le territoire de l'ancienne commune des Batignolles, sous le nom de « rue Soffroy » puis elle est classée dans la voirie de Paris par décret du 23 mai 1863 sous son nom actuel.

## Bâtiments remarquables et lieux de mémoire
- Au no 7 a vécu Armand Queval (1866-1932) sculpteur et mouleur-statuaire en 1866 ;
- Au no 11 jaillissait une source qui était exploitée au XIXe siècle[2] ;
- Au no 17 a séjourné Jeanne Duval, maîtresse du poète Charles Baudelaire[3].